# 古谷重綱
古谷 重綱（ふるや しげつな、1876年6月12日 - 1967年9月17日）は、大正・昭和初期の外交官。古谷綱武と古谷綱正は子息。

## 人物
愛媛県東宇和郡明間村（現在の西予市宇和町明間）の庄屋・古谷綱紀の次男として生まれた。同志社を卒業後、米国ミシガン大学に学ぶ。国民新聞社勤務を経て、1902年に外交官及領事官試験に合格した。外務省通商局長、メキシコ駐在、アルゼンチン兼ウルグアイ兼パラグアイの特命全権公使等を歴任。アルゼンチンでは、よく在留邦人の世話をし、「平民公使」として親しまれた。1928年、官を辞しブラジルに移住した。ブラジルでは、80アルケールス（1アルケールスは2町5反）の大農場に、コーヒー栽培、養蚕等を経営。この営農資金協力者には、愛媛出身の村井保固（2万円）･佐々木長治（3千円）等が含まれていた。古谷は、移住者の錦衣帰国の風潮には反対で、永住的移住の考えをすすめた。彼はまた、社会事業等にも尽力、同仁会理事長、在伯日本人文化協会長（1934年）、日本病院建設委員会委員長（1936年）、サンパウロ教育普及会長、サンパウロ大学講師等、多方面にわたっている。
太平洋戦争後は、認識派の立場で在留邦人を指導、1946年、臣連特攻隊に襲われたが難を逃れたこともあった。1967年、91歳で死去。勲二等旭日重光章を贈られた。

## 栄典
- 1928年（昭和3年）8月1日 - 従三位[2]

## 親族
- 古谷久綱[1]。兄。内閣総理大臣秘書官、衆議院議員。
- 古谷綱武[1]。子。文芸評論家。
- 古谷綱正[1]。子。ジャーナリスト。
- 室田義文[1]。妻の父。メキシコ公使、ペルー公使、貴族院議員。
- 鈴木榮作[1]。義弟。香港総領事、シドニー総領事。
- 山下亀三郎。従叔父 。実業家。

## 文献
- 人事興信所編『人事興信録 第5版』人事興信所、1918年。

| スタブアイコン | サブスタブ | この項目は、まだ閲覧者の調べものの参照としては役立たない、人物に関連した書きかけの項目です。この項目を加筆・訂正などしてくださる協力者を求めています（P:人物伝/PJ:人物伝）。 |